# Burgstall Hausraitenbuch
Der Burgstall Hausraitenbuch bezeichnet eine abgegangene Burg in Hausraitenbuch, einem Gemeindeteil des oberpfälzischen Marktes Hohenfels im Landkreis Neumarkt in der Oberpfalz. Die erhaltene Ecke eines Bergfriedes ist unter der Aktennummer D-3-73-134-42 als Baudenkmal verzeichnet. Die Anlage wird dazu als Bodendenkmal unter der Aktennummer D-3-6837-0076 als „mittelalterlicher Burgstall“ geführt.

## Beschreibung
Der Burgstall nahm den östlichen Teil von Hausraitenbuch ein. Erhalten hat sich im Hausraitenbuch 3 die Gebäudeecke eines Bergfrieds, bestehend aus Großquadermauerwerk. Die Anlage stammt wohl aus dem 12. Jahrhundert. Die Geschichte der Anlage wird im Geschichtsteil zum Ortsartikel dargestellt.